# 库普塞鲁斯
库普塞鲁斯（？—前627年），公元前657年至公元前627年科林斯僭主，因出生后藏于箱（kypsels）内而躲过了巴基斯王族（一个自公元前8世纪始统治科林斯的王朝）的迫害。他后来推翻了该王朝，并成为民众领袖，他的儿子是培里安德。